# Hugo Duval
Hugo Duval (nombre real Luciano Hugo Giurbino; Buenos Aires, 13 de diciembre de 1928 – 22 de agosto de 2003) fue un cantor argentino de tango, célebre por su prolongada colaboración con la orquesta de Rodolfo Biagi. Durante casi dos décadas puso su voz a numerosos éxitos, primero para la discográfica Odeon y luego para CBS‑Columbia, y luego desarrolló una carrera como solista en giras nacionales, televisión y grabaciones con el Conjunto Don Rodolfo.

## Biografía
Luciano Hugo Giurbino nació el 13 de diciembre de 1928 en Buenos Aires. Desde muy joven sintió pasión por el canto y, gracias a la recomendación de un amigo, ingresó al conservatorio del maestro Eduardo Bonessi, quien reconoció sus cualidades vocales y lo incentivó a perfeccionarse con él.
A los 17 años comenzó a actuar en espectáculos barriales y en “números vivos” de cines porteños, espacio que la ley nacional reservaba a artistas en los intermedios de las proyecciones.
Paralelamente participó en concursos de canto en confiterías, donde fue descubierto por el violinista Raúl Kaplún, quien lo agrupó en su orquesta. Con Kaplún debutó en Radio Belgrano junto a un joven Roberto Goyeneche; de esa etapa no se conservan grabaciones discográficas.

### Carrera con Rodolfo Biagi
En 1950, tras la salida de Alberto Amor y Carlos Saavedra, Biagi incorporó a Hugo Duval y a Carlos Heredia como nuevas voces de su orquesta. El 13 de septiembre de ese año Duval debutó en disco con un dúo junto a Heredia interpretando el vals “Serenata campera” de Feliciano Brunelli y Lito Bayardo, para el sello Odeon.
Hasta 1962 fue la voz exclusiva de Biagi para la mayoría de las grabaciones: de veintiséis temas producidos por la orquesta, trece contaron con su interpretación, incluidos grandes éxitos como “Bailarina de tango”, “Sangre de mi sangre”, “Triste comedia”, “Santa milonguita” y el vals “Adoración”.
En marzo de 1956 Biagi finalizó su vínculo con Odeon; sus últimas grabaciones para esa compañía fueron el instrumental “Organito de la tarde” y el tango “Alguien” con la voz de Duval. Pocos meses después, ya para CBS‑Columbia, registraron “Ramona” y “El carrerito”, seguidos de veinte temas más, dieciocho con Duval al frente, entre ellos “Espérame en el cielo”, “Mi alondra” y “Andrajos”.
En 1957 se sumó el cantor Carlos Almagro y la orquesta lanzó un LP de doce canciones por Music Hall, destacándose la versión de Duval de “Mariposita”. Pese a las dificultades del tango en la década de 1960, Duval permaneció junto a Biagi hasta la última presentación de éste, el 2 de agosto de 1969 en el Club Hurlingham, un mes antes de la muerte de Biagi.

### Carrera como solista
Tras el fallecimiento de Biagi, Hugo Duval inició su carrera individual, realizando giras por el país y participando en diversos programas de televisión. Grabó un casete junto al Conjunto Don Rodolfo, homenaje al maestro, evocando el estilo de la mítica formación Manos Brujas.
Hugo Duval falleció el 22 de agosto de 2003, dejando el legado de una de las voces más características del tango de mediados de siglo.